# Penstemon glandulosus
Penstemon glandulosus är en grobladsväxtart som beskrevs av David Douglas och John Lindley. Penstemon glandulosus ingår i släktet penstemoner, och familjen grobladsväxter. Utöver nominatformen finns också underarten P. g. chelanensis.

## Bildgalleri

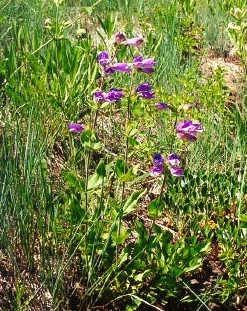